# Лапи-Дембовіна
Лапи-Дембовіна (пол. Łapy-Dębowina) — село в Польщі, у гміні Лапи Білостоцького повіту Підляського воєводства.
Населення — 484 особи (2011).
У 1975-1998 роках село належало до Білостоцького воєводства.

## Демографія
Демографічна структура станом на 31 березня 2011 року:
|          | Загалом | Допрацездатний вік | Працездатний вік | Постпрацездатний вік |
| -------- | ------- | ------------------ | ---------------- | -------------------- |
| Чоловіки | 245     | 53                 | 162              | 30                   |
| Жінки    | 239     | 41                 | 142              | 56                   |
| Разом    | 484     | 94                 | 304              | 86                   |